# Tennis de table aux Jeux africains de 2015
Navigation
2011 2019
Les compétitions de Tennis de table des 11es Jeux africains ont lieu au Stade de la révolution à Brazzaville en République du Congo du 9 au 19 septembre 2015. Sept épreuves figurent au programme, trois masculines trois féminines et une mixte. Des matchs de classement en vue de la qualification aux Jeux olympiques de 2016 ont également eu lieu

## Tableau des médailles
| Rang | Nation              | Or | Argent | Bronze | Total |
| ---- | ------------------- | -- | ------ | ------ | ----- |
| 1    | Égypte              | 3  | 3      | 5      | 11    |
| 2    | République du Congo | 3  | 1      | 4      | 8     |
| 3    | Nigeria             | 1  | 3      | 3      | 7     |
| 4    | Algérie             | 0  | 0      | 1      | 1     |
| 4    | Ghana               | 0  | 0      | 1      | 1     |
|      | Total               | 7  | 7      | 14     | 28    |

## Classement individuel final (1 à 16)
| Rang               | Nom                   |
| ------------------ | --------------------- |
| Médaille d'or      | Omar Assar            |
| Médaille d'argent  | Quadri Aruna          |
| Médaille de bronze | Wang Jianan           |
| Médaille de bronze | Khalid Assar          |
| 5                  | Nigeria Segun Toriola |
| 6                  | Ahmed Saleh (en)      |
| 7                  | Saheed Idowu          |
| 8                  | Ojo Onaolapo          |
| 9                  | El-Sayed Lashin (en)  |
| 10                 | Mohamed El-Beyali     |
| 11                 | Seun Ajetunmobi       |
| 12                 | Suraju Saka           |
| 13                 | Bode Abiodun          |
| 14                 | Idir Khourta          |
| 15                 | Jonathan Nativel      |
| 16                 | Hu Bin                |

| Rang               | Nom                |
| ------------------ | ------------------ |
| Médaille d'or      | Dina Meshref       |
| Médaille d'argent  | Nadeen El-Dawlatly |
| Médaille de bronze | Han Xing           |
| Médaille de bronze | Olufunke Oshonaike |
| 5                  | Offiong Edem (en)  |
| 6                  | Cecilia Akpan      |
| 7                  | Yousra Helmy       |
| 8                  | Farah Abdelaziz    |
| 9                  | Lynda Loghraibi    |
| 10                 | Islem Laid         |
| 11                 | Sannah Lagsir      |
| 12                 | Ammandine Litobaka |
| 13                 | Rashidat Ogundele  |
| 14                 | Anniesa Benstrong  |
| 15                 | non attribué       |
| 16                 | non attribué       |

## Classement des équipes
| Rang               | Nom                              |
| ------------------ | -------------------------------- |
| Médaille d'or      | Nigeria                          |
| Médaille d'argent  | Égypte                           |
| Médaille de bronze | République du Congo              |
| Médaille de bronze | Ghana                            |
| 5                  | Algérie                          |
| 6                  | Togo                             |
| 7                  | Tunisie                          |
| 8                  | République démocratique du Congo |
| 9                  | Angola                           |
| 10                 | Maurice                          |
| 11                 | Libye                            |
| 12                 | Éthiopie                         |
| 13                 | Botswana                         |
| 14                 | Soudan                           |
| 15                 | Djibouti                         |
| 16                 | Sierra Leone                     |
| 17                 | Kenya                            |
| 18                 | Namibie                          |

| Rang               | Nom                              |
| ------------------ | -------------------------------- |
| Médaille d'or      | Égypte                           |
| Médaille d'argent  | Nigeria                          |
| Médaille de bronze | République du Congo              |
| Médaille de bronze | Algérie                          |
| 5                  | Maurice                          |
| 6                  | Éthiopie                         |
| 7                  | Angola                           |
| 8                  | Afrique du Sud                   |
| 9                  | Ghana                            |
| 10                 | République démocratique du Congo |
| 11                 | Djibouti                         |
| 12                 | Botswana                         |
| 13                 | Ouganda                          |
| 14                 | Kenya                            |

## Classement des doubles

### Double messieurs
| Place              | Joueurs                               |
| ------------------ | ------------------------------------- |
| Médaille d'or      | Hu Bin Wang Jianan                    |
| Médaille d'argent  | Suraju Saka Saheed Idowu              |
| Médaille de bronze | Omar Assar Khalid Assar               |
| Médaille de bronze | El-Sayed Lashin (en) Ahmed Saleh (en) |

### Double dames
| Place              | Joueurs                              |
| ------------------ | ------------------------------------ |
| Médaille d'or      | Li Yuheng Han Xing                   |
| Médaille d'argent  | Dina Meshref Nadeen El-Dawlatly      |
| Médaille de bronze | Offiong Edem (en) Cecilia Akpan      |
| Médaille de bronze | Olufunke Oshonaike Rashidat Ogundele |

### Double mixte
| Place              | Joueurs                          |
| ------------------ | -------------------------------- |
| Médaille d'or      | Li Yuheng Wang Jianan            |
| Médaille d'argent  | Olufunke Oshonaike Ojo Onaolapo  |
| Médaille de bronze | Dina Meshref Omar Assar          |
| Médaille de bronze | Farah Abdelaziz Ahmed Saleh (en) |